# エマヌエーレ・ダストルガ
エマヌエーレ・ダストルガまたはエマヌエーレ・アストルガ（Emanuele d'Astorga, 1680年3月20日 - 1757年）はイタリアの貴族で盛期バロック音楽の作曲家。ダストルガという姓は、教育を受けたスペインの地名に由来している。ナポリ出身。パレルモでフランチェスコ・スカルラッティについて音楽を学び始めたと言われる。
生涯については不明な点が多く、こんにちまでその再現に成功してきたとはいえないが、音楽史家によっていくつかの満足な仮説が立てられている。父親は両シチリア王国の男爵で、スペイン王家の支配を終わらせるために活躍したが、部下の裏切りに遭って公開で処刑された。エマヌエーレ少年は母親とともに、父親の最期を目撃することを無理強いされ、その結果、母親はその場でショック死し、エマヌエーレ少年は鬱々と塞ぎ込みがちになって、すんでのところで正気を失いかねないほどだった。ウルシーニ公の好意によって、レオン県アストルガの男子修道院に預けられ、この間に最後の音楽教育を仕上げた。この地で健康を取り戻すと、すぐれた教師たちのもとで素晴らしい楽才を磨いていったらしい。
1703年にパルマ大公フランチェスコ・ファルネーゼの宮廷に仕官したと言われるが、この話に確証があるわけではない。パルマ大公にその姪エリザベッタ・ファルネーゼ（後のスペイン王妃）との仲を勘繰られ、解雇されたという話も、同じように信じるに値しない。アストルガに関する既定の事実は、ごくわずかである。1709年にバルセロナで歌劇《ダフネ Dafne》を作曲・指揮し、ロンドンを訪ねて、おそらく古楽アカデミーに出席。名高い《スターバト・マーテル》を作曲（1713年にオックスフォードにて初演）。1712年にはウィーンに居り、年代は不明だがボヘミアに引退した。ロプコヴィッツ侯の領地ラウドニッツ（ラウトニッツ）の城館を与えられ、その地で最期を迎えた。
アストルガは、荘厳で情熱的な《スターバト・マーテル》や4声のカンタータによってその名を残している。アストルガは、アレッサンドロ・スカルラッティによって完成された室内カンタータというジャンルの、おそらく最後の継承者であったかもしれない。